# Сакиб Махмуљин
Сакиб Махмуљин (Козарац, 13. октобар 1952) бивши је бригадни генерал Армије Републике Босне и Херцеговине и замјеник министра одбране Федерације Босне и Херцеговине, високи званичник Странке демократске акције и осуђени ратни злочинац.

## Биографија
Током рата у Босни и Херцеговини био је један од најбитнијих муслиманских генерала и командант већине јединица одреда Ел Муџахид, за које се залагао. Махмуљин је снимљен приликом састанка са вођама муџахедина. Постао је командант 3. корпуса Армије РБиХ у септембру 1994. године. Навео је да су муџахедини послали 28 одсјечених глава заробљених српских војника предсједнику РБиХ Алији Изетбеговићу и у Иран. Оба његова брата, Омер и Нагиб, убијени су у логору Омарска. Након потписивања Дејтонског мировног споразума организовао је насељавање 89 муџахединских породица у Бочињу (Горњу и Доњу). Џевад Галијашевић, начелник општине Маглај 2000. године, наредио је исељавање муџахедина из српских кућа у Бочињи, али то никада није учињено. Након рата постао је замјеник министра одбране Федерације БиХ. Са федералном делегацијом је 7. октобра 1999. године отпутовао у Пакистан ради разговора о даљем јачању односа.
Махмуљин је осумњичен за ратне злочине у периоду од јула до октобра 1995. године на подручју Возуће, гдје је убијено око 50 заробљених Срба. Ухапшен је 8. децембра 2015. године, али је пуштен на слободу дан касније. У суду је 4. фебруара 2016. године изјавио да није крив.
Суд Босне и Херцеговине осудио га је 22. јануара 2021. првостепеном пресудом на јединствену казну од 10 година затвора за злочине над заробљеним српским цивилима и војницима на подручју Завидовића и Возуће 1995. године. Након жалбе одбране, апелационо веће суда БиХ га је 28. априла 2022. правоснажно осудило на осам година затвора.
Почетком септембра 2022. г., откривено је да Махмуљин није на издржавању казне, нити се налази у БиХ. Адвокати осуђеног су наводно обавестили Суд БиХ да је Махмуљин отпутовао у Турску на лечење.